# Буун Карлайл
Буун Карлайл (на английски: Boone Carlyle) е герой от американския сериал „Изгубени“ на телевизия ABC. Ролята се изпълнява от Йън Сомърхолдър. Буун е представен в пилотния епизод като доведения брат на Шанън Ръдърфорд. Той се опитва да допринесе колко е възможно повече за безопасността на оцелелите и впоследствие става протеже на Джон Лок. Буун и Лок намират самолет, заклещен в навес от дървета и докато Буун го претърсва, самолтът пада и той умира от раните си. В българския дублаж Буун се озвучава от Николай Николов, а в шести сезон на AXN от Христо Димитров в първи епизод и от Стоян Алексиев в последния епизод.